# 주크 (음악)
주크(프랑스어: Zouk) 또는 주크 베통(프랑스어: Zouk Béton)은 카리브해의 과들루프와 마르티니크에서 유래한 음악이다. 주크는 안틸레스 제도 지역 크레올어로 "파티" 혹은 "축제"라는 뜻이다. 주크는 폴란드의 댄스인 마주르카에 기반한 춤을 뜻할 때도 있다. 프랑스어와 포르투갈어를 쓰는 아프리카 지역에서도 대중적이다.

## 같이 보기
- 라틴아메리카의 음악